# Nürnbergi törvények

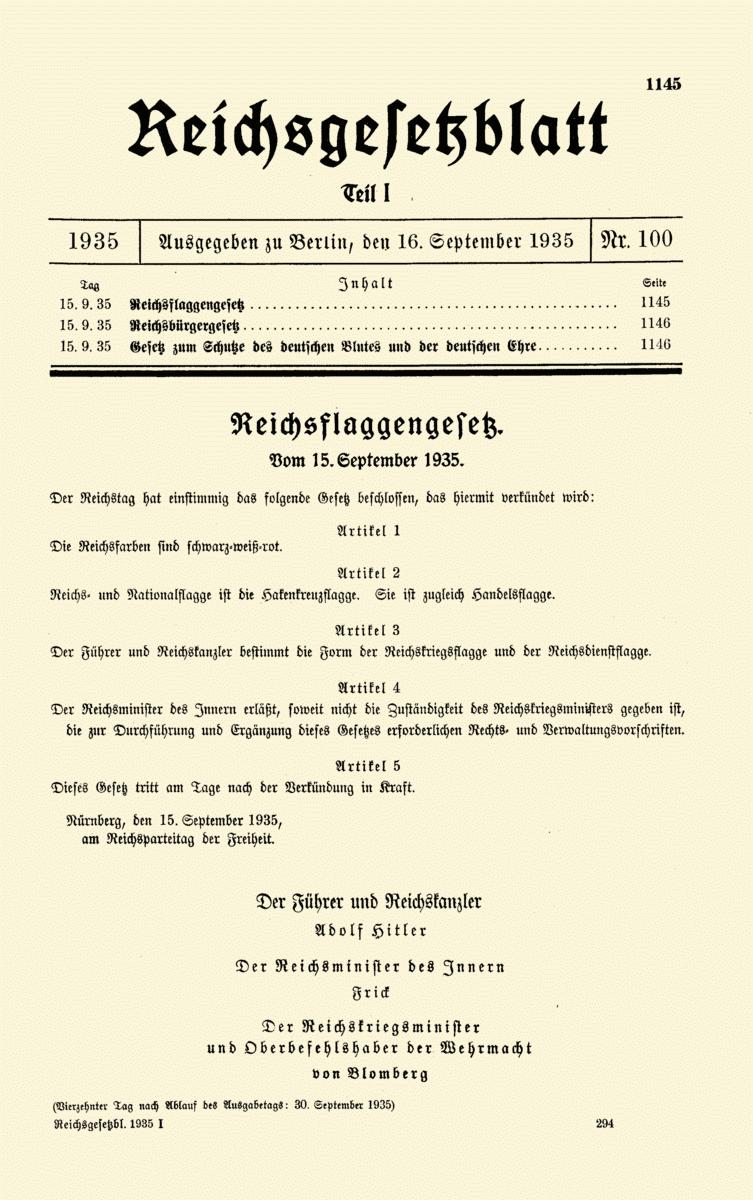
Az 1935. szeptember 16-i Reichsgesetzblatt címlapja

Nürnbergi törvények néven ismertek azok a törvények, amelyekkel a német nemzetiszocialisták intézményesítették antiszemita ideológiájukat. Ezeket a Nürnbergbe összehívott Reichstag egyhangú szavazással fogadta el 1935. szeptember 15-én. A nürnbergi törvények közé eredetileg a következő két törvény tartozik:
- Törvény a német vér és német becsület védelméért (Gesetz zum Schutze des deutschen Blutes und der deutschen Ehre)
- az állampolgársági törvény

A faji megkülönböztetést szolgáló két törvény mellett újabban a birodalmi zászlóról szóló törvényt is idesorolják, noha a kortársak nem számították a nürnbergi törvények közé.
Mindhárom törvényt a Reichsgesetzblatt 100. számában 1935. szeptember 16-án tették közzé.

## Törvény a német vér és német becsület védelméért
Ez a törvény megtiltotta a házasságkötést és a házasságon kívüli nemi kapcsolatot zsidók és nemzsidók között. A törvény ellen vétőkre fajgyalázás miatt börtönbüntetés várt. Zsidók és nemzsidók közötti nemi kapcsolat létesítése esetén a büntetés csak a férfira vonatkozott. A rendelkezést gyakran személyesen Adolf Hitler számlájára írják, mivel az ő elképzelése szerint a nők szexuálisan kiskorúak. Erre utal egy Hitler által kért 1940. február 16-i kiegészítő rendelet, amely szerint a nő kifejezetten mentesül a büntetés alól.
A törvény 3. §-a, amely 1936. január 1-jén lépett hatályba, megtiltotta a zsidóknak, hogy 45 évesnél fiatalabb „német vérű” szolgálólányokat alkalmazzanak. Emögött az az ideológiai elképzelés állt, hogy a zsidók „megrontanák” őket.
Röviddel a törvény megszavazása után, 1935. november 14-én a törvény első végrehajtási rendelete azt írta elő, hogy a „félzsidók” csak külön engedéllyel házasodhatnak össze „német vérűekkel”, illetve „negyedzsidókkal”. Két „negyedzsidó” nem köthetett házasságot, azonban egy „negyedzsidó” és egy „németvérű” igen, abból a meggondolásból, hogy a „fajilag értékes árja vért” megőrizzék, miközben az értéktelen zsidó vér részaránya a generációk során eltűnik. A végrehajtási rendelet kiterjesztette a házassági tilalmat további csoportokra is, alapvetően megtiltotta az összes olyan házasságot, amely veszélyezteti a német vér tisztán tartását. Ide számították a cigányokat, négereket és „fattyaikat” is.
A törvény 4. §-a megtiltotta a zsidóknak a birodalmi vagy nemzeti zászló, illetve a birodalmi színek használatát. A törvény ellen vétőkre egy évig terjedő börtönbüntetés várt.

## Állampolgársági törvény
Az állampolgársági törvény kimondta, hogy csak német vagy rokon vérből származók lehetnek birodalmi állampolgárok. A „keverékzsidóknak” választójogot és ideiglenes birodalmi állampolgárságot biztosítottak.
Az állampolgársági törvény következményeképpen a zsidók nem vállalhattak többé közhivatalt. Még azoknak a zsidó tisztviselőknek is távozniuk kellett a szolgálatból 1935. december 31-ig, akik addig frontszolgálatuk miatt védelem alatt álltak. Ezen túlmenően a zsidók elvesztették a választójogot is. Az állampolgársági törvényhez hozott további rendelkezések visszavonták a zsidó ügyvédek és orvosok engedélyét (4. végrehajtási rendelet, 1938. július 25. illetve 5. végrehajtási rendelet 1938. november 30.). Végül a 11. végrehajtási rendelet (1941. november 25.) megvonta a német állampolgárságot azoktól a német zsidóktól, akik külföldön éltek. Így a deportált zsidók az országhatár átlépésével elvesztették az állampolgárságukat; vagyonuk és biztosítási- illetve nyugdíjigényeik formálisan is az államra szálltak át.
Az 1. végrehajtási rendelet meghatározta, hogy kik minősülnek részben zsidó származásúnak, azaz kikre vonatkoznak a nürnbergi törvények:
- a legalább három zsidó nagyszülővel rendelkezők (teljesen) zsidónak számítottak
- az egy zsidó szülővel vagy két zsidó nagyszülővel rendelkező személyek „elsőfokú keveréknek” számítottak
- az egy zsidó nagyszülővel rendelkező személyek „másodfokú keveréknek” számítottak.

A zsidó házastárssal rendelkező vagy a zsidó hitközséghez tartozó „elsőfokú keverék” szintén zsidónak számított.
Az 1. végrehajtási rendelet 7. §-a szerint Hitler fenntartotta magának a jogot, hogy személyesen ítéljen a kivételekről. A tévesen Hermann Göringnek tulajdonított, Karl Lueger által tett „Wer bei mir Jude ist, bestimme ich!“ (Azt, hogy ki a zsidó, én mondom meg) kijelentés tehát jogilag alaptalan.

## Fordítás
Ez a szócikk részben vagy egészben  a   Nürnberger Gesetze című német Wikipédia-szócikk fordításán alapul.  Az eredeti cikk szerkesztőit annak laptörténete sorolja fel. Ez a jelzés csupán a megfogalmazás eredetét és a szerzői jogokat jelzi, nem szolgál a cikkben szereplő információk forrásmegjelöléseként.